# Edoardo Ratti
Edoardo Ratti (all'anagrafe Adriano Edoardo Luigi Ratti) (Bressana Bottarone, 14 luglio 1908 – Rapallo, 10 maggio 1991) è stato un calciatore italiano, di ruolo centrocampista.

## Carriera
Mediano, giocò nel Bressana e poi per quattro stagioni in Prima Divisione con il Pavia, che al termine del campionato 1932-1933 fu promosso in Serie B a seguito della riforma dei campionati. Ratti esordì tra i cadetti il 10 settembre 1933 nella partita Pavia-Legnano (0-3), e chiuse la stagione con 23 presenze e una rete. Nella stagione successiva giocò 7 partite, di cui 4 sarebbero state annullate a seguito del ritiro della sua squadra dal campionato. Complessivamente in seconda serie ha disputato due campionati, per un totale di 30 presenze ed una rete.
Rimasto svincolato a seguito del fallimento del Pavia, si trasferì al Piacenza, con cui giocò due campionati in Serie C, sfiorando la promozione in Serie B nel secondo. Nel 1937 lasciò la formazione emiliana, posto in lista di trasferimento, per far ritorno al Bressana nel campionato di Prima Divisione 1937-1938.

## Statistiche

### Presenze e reti nei club
| Stagione        | Squadra         | Campionato      | Campionato | Campionato | Coppe nazionali | Coppe nazionali | Coppe nazionali | Totale | Totale |
| Stagione        | Squadra         | Comp            | Pres       | Reti       | Comp            | Pres            | Reti            | Pres   | Reti   |
| --------------- | --------------- | --------------- | ---------- | ---------- | --------------- | --------------- | --------------- | ------ | ------ |
| 1929-1930       | Pavia           | PD              | 12         | 3          |                 |                 |                 | 12     | 3      |
| 1930-1931       | Pavia           | PD              | 15+1+5     | 7          |                 |                 |                 | 21     | 7      |
| 1931-1932       | Pavia           | PD              | 20+6       | 4          |                 |                 |                 | 26     | 4      |
| 1932-1933       | Pavia           | PD              | 19+4       | 1          |                 |                 |                 | 23     | 1      |
| 1933-1934       | Pavia           | B               | 23         | 1          |                 |                 |                 | 23     | 1      |
| 1934-1935       | Pavia           | B               | 3          | 0          |                 |                 |                 | 3      | 0      |
| Totale Pavia    | Totale Pavia    | Totale Pavia    | 92+16      | 16         |                 |                 |                 | 108    | 16     |
| 1935-1936       | Piacenza        | C               | 24         | 1          | CI              | 0               | 0               | 24     | 1      |
| 1936-1937       | Piacenza        | C               | 16         | 1          | CI              | 1               | 0               | 17     | 1      |
| Totale Piacenza | Totale Piacenza | Totale Piacenza | 40         | 2          |                 | 1               | 0               | 41     | 2      |
| Totale carriera | Totale carriera | Totale carriera | 148+       | 18+        |                 | 1               | 0               | 149+   | 18+    |

## Palmarès

### Club

#### Competizioni nazionali
- Prima Divisione: 1

Pavia: 1932-1933